# Бідність у Франції

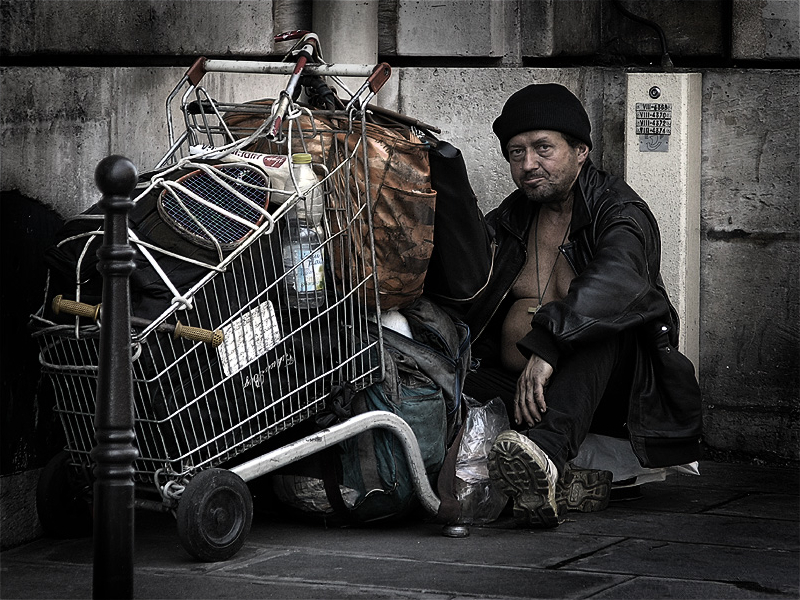
Клошар (бездомний бідняк) у Парижі

Бідність у Франції впала на 60 % за останні 30 років. Незважаючи на те, що у 1970 бідність охоплювала 15 % населення, у 2001 лише 6,1 % (або 3.7 мільйони людей) перебувало за межею бідності.
Раніше бідними були здебільшого пенсіонери. Зворотна тенденція назріла у 1980-х, коли збільшився рівень безробіття серед молоді, а рівень зубожіння серед літніх людей впав на 85 % (з 27,3 до 3,8 %), а серед працездатних у період 30 років зріс з 3,9 % до 5,4 %. Різноманітні соціальні програми вагомо вплинули на низькоприбуткові домашні господарства, а у 2002 у деяких випадках становили більше половини прибутку домашніх господарств.

## Ситуація у 2005
У 2005 поріг бідності було встановлено на рівні 645 євро для однієї особи на місяць. Для порівняння, місячний мінімальний прибуток для самотніх осіб становив 440,68 євро. Французький поріг бідності трохи вищий за поріг бідності США, тож особа, що проживає за межею бідності у Франції не вважатиметься такою у США, якщо вона матиме там такий же прибуток. Тим не менш, це складно порівнювати, адже у різних країнах поріг бідності вираховується різним чином, незважаючи на відмінності між вартістю та рівнем життя. У той час як французьким порогом бідності вважається прибуток, що становить 50 % середнього доходу, у США він базується на вартості долара до цін на споживчі продукти.
У 2005:
- 1 млн дітей жив за межею бідності;
- 42 000 дітей постраждало від отруєння свинцем через неналежні умови проживання; фарби на основі свинцю у новобудовах були заборонені з 1915 року, для усіх фахівців з 1948, для усіх з 1993 року. Ризик враження свинцем у 4 рази вищий у будинках, сконструйованих до 1915 року, ніж у будівлях, сконструйованих між 1915 і 1948 роками.
- 500 000 осель перебували у неналежному стані.
- 200 000 студентів були нездатні оплатити навчання, що спонукало деяких молодих жінок займатися проституцією та розміщувати відповідні пропозиції в інтернеті. Цей феномен досяг свого піку у 2006 році, тоді нараховувалося близько 40 000 таких випадків.

Тим не менш, соціальні послуги Франції дозволяють утримувати один із найнижчих показників дитячої смертності через бідність.
Незважаючи на позитивні зрушення, сільська місцевість дедалі більше приваблює незаможне населення, що вдається до дрібного фермерства. Це явище частково пояснюється нижчою вартістю сільського життя у порівнянні з міським.
Іншим показником бідності є RMI (revenu minimum d'insertion — соціальна допомога). У 1994 кількість одержувачів соціальної допомоги становила 783 436 осіб, через 10 років (в червні 2004 року) кількість зросла до 1 041 026. У заморських департаментах 105 033 у 2004-му та 152 892 у червні 2004 року відповідно. До 31 грудня кількість зросла до 1 112 400. З грудня 2004-го до грудня 2005 року кількість одержувачів соціальної допомоги зросла на 4,7 % згідно з NGO.

## Нетрища
Нетрища (фр. bidonvilles «бляшані містечка») існують на околицях міст Франції і зазвичай майже не мають доступу до доріг та комунальних послуг (водо- та електропостачання).
Хоча нетрища вважалися явищем, властивим 1960—1970-м, вони знову здобули увагу французьких ЗМІ у двотисячних. Населені емігрантами, нетрища створюють ступінь сегрегації між корінними жителями та новоприбулими іммігрантами, і він вищий ніж у повоєнні роки. Бідність у Франції найбільше асоціюється з нетрищами у передмістях Парижа.
Наприкінці 1960-х у передмісті Парижа існувало 89 бляшаних містечок. У той час вони асоціювалися з іммігрантами з Північної Африки. Хоча це, скоріш за все, було стереотипом, адже найбільше бляшане містечко Champigny-sur-Marne було населено здебільшого вихідцями з Португалії. Завдяки перепису, проведеному Міністерством внутрішніх справ Франції, було визначено, що переважна більшість із 46 827 осіб, що населяли 119 паризьких бляшаних містечок, були вихідцями з Північної Африки.
У 1964 році Луї Дебре помилково вважав, що до 1970-х років нетрища зникнуть, якщо перебудувати їх на манер сучасного міста. Не дивлячись на це, у 1973 році налічувалось як мінімум 8600 мешканців нетрищ навколо Парижа.

Очевидці розповідають про складність життя у нетрищах періоду 1960-х років:
Ми живемо серед бруду та сміття. Немає різниці між нами та тваринами… Те, що ми терпимо тут — це не життя: навіть щури хочуть поживитися нами… Кажу вам, навіть тварини живуть краще за нас». Колишній мешканець пригадує життя в нетрищах: «Зараз вони ліквідували майже всі нетрища, але вони все ще існують у наших головах, у нашій пам'яті. Життя у нетрищах — це те, що неможливо забути.
Незважаючи на наполегливі спроби відселити осіб, що мешкають у бляшаних містечках, вони продовжують залишатися дійсністю. У околицях Ліону існують нетрища, у яких мешкають близько півсотні циган, третина з них діти. У лютому 2007 року бульдозерами було знищено нетрища на північному сході Парижа, де було зареєстровано 266 болгарських та румунських громадян.
Нетрища є звичним явищем у заморських департаментах Франції.